# ترکیب رسوب‌زدا

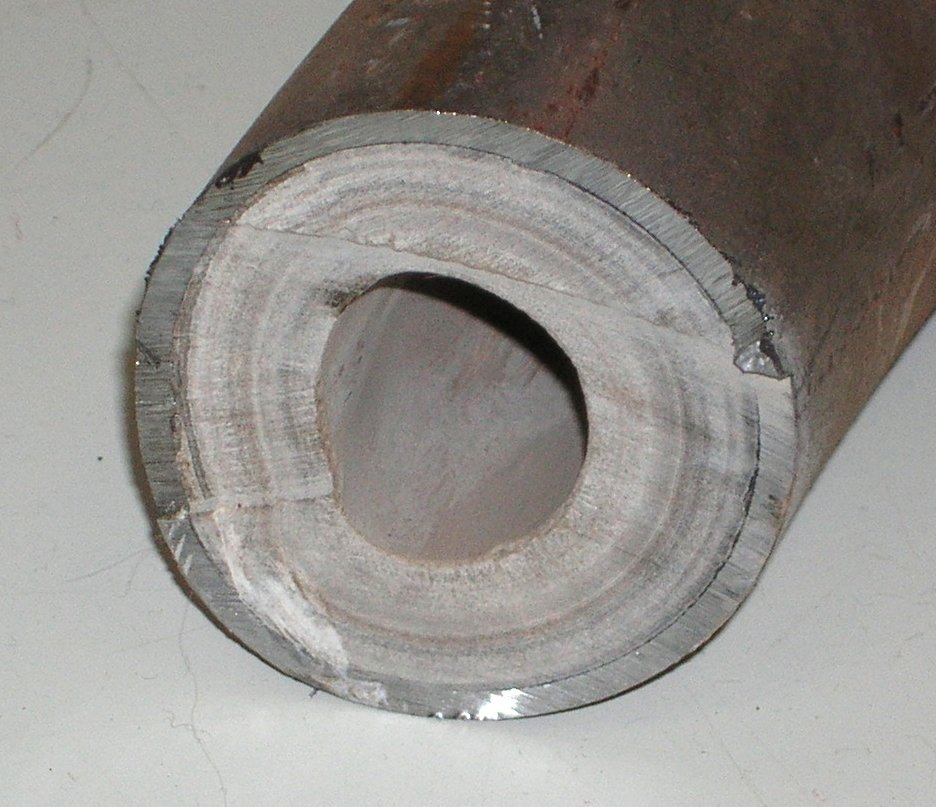
رسوب آهک در داخل لوله هم جریان مایع و هم هدایت حرارتی لوله را کاهش می دهد ، بنابراین در صورت استفاده به عنوان مبدل حرارتی ، بازده حرارتی کاهش می یابد.

یک عامل پاک کننده رسوب و یا رسوب زدای شیمیایی مایعی است شیمیایی مورد استفاده برای حذف رسوبات آهکی از سطوح فلزی در تماس با آب داغ، از جمله در دیگهای بخار، آب گرم کن و کتری. آهک در رسوبات به دلیل وجود ترکیبات آهن به رنگ سفید یا قهوه ای دیده می شود. سطوح شیشه ای نیز ممکن است لکه های ناشی از رسوبات داشته باشند، همچنین بسیاری از سطوح سرامیکی موجود در حمام و آشپزخانه می توانند از مواد رسوب زدایی با خیال راحت برای از بین بردن این لکه ها استفاده کنند بدون اینکه روی لایه تأثیر بگذارد زیرا سرامیک و شیشه در برابر اکثر اسیدها واکنش نشان نمی‌دهند. 

## تاریخچه
در عصر بادبان، کشتی‌های بادبانی به‌شدت از رشد ماهی‌ها و علف‌های هرز روی بدنه که به آن «فولینگ» می‌گویند آسیب می‌دیدند. از اواسط دهه 1700، ورقه های نازک مس و تقریباً 100 سال بعد، فلز مونتز، در تلاشی برای جلوگیری از رشد دریایی بر روی بدنه میخ زده شد. یکی از نمونه های معروف استفاده سنتی از غلاف فلزی، قیچی کاتی سارک است که به عنوان یک کشتی موزه در اسکله خشک در گرینویچ در انگلستان نگهداری می شود. رشد دریایی از طرق مختلف بر عملکرد (و سودآوری) تأثیر گذاشت:
حداکثر سرعت یک کشتی با آلوده شدن بدنه آن به رشد دریایی کاهش می یابد و جابجایی آن افزایش می یابد.
رسوب توانایی کشتی را برای حرکت در جهت باد مختل می کند.
برخی از رشدهای دریایی، مانند کرم‌های کشتی، به داخل بدنه فرو می‌روند و در طول زمان باعث آسیب شدید می‌شوند.
کشتی ممکن است موجودات دریایی مضر را به مناطق دیگر منتقل کند.
در حالی که پوشش های ضد رسوب از سال 1840 به بعد شروع به توسعه کردند، اولین پوشش های ضد رسوب تجاری عملی در حدود سال 1860 ایجاد شدند. یکی از اولین ثبت اختراعات تجاری موفق برای 'McIness' بود، یک ترکیب صابون فلزی با سولفات مس که روی یک پرایمر لاک روزین سریع خشک شونده با رنگدانه اکسید آهن حرارت داده شد.[ شرکت شیمیایی بونینگتون در حدود سال 1850 شروع به بازاریابی رنگ ضد رسوب سولفید مس کرد. دیگر رنگ‌های ضد رسوب پرکاربرد در اواخر قرن نوزدهم توسعه یافتند و حدود 213 پتنت ضد رسوب تا سال 1872 ثبت شد.یکی از پرکاربردترین آنها در دهه‌های 1880 و 1890، یک ترکیب پلاستیکی داغ بود که به عنوان موروی ایتالیایی شناخته می‌شد.
در نامه رسمی 1900 نیروی دریایی ایالات متحده به کمیته امور دریایی سنای ایالات متحده، اشاره شد که دریاسالاری (بریتانیا) در سال 1847 پیشنهادی را برای محدود کردن تعداد کشتی های آهنی (که اخیراً به خدمت نیروی دریایی معرفی شده است) بررسی کرده است. ) و حتی به دلیل مشکلات قابل توجه رسوب زیستی، فروش تمام کشتی های آهنی در اختیار خود را نیز در نظر بگیرد. با این حال، هنگامی که یک رنگ ضد رسوب "با نتایج بسیار منصفانه" پیدا شد، کشتی های آهنی در عوض حفظ شدند و به ساخت ادامه دادند.
در طول جنگ جهانی دوم، که شامل یک مؤلفه دریایی قابل توجه بود، نیروی دریایی ایالات متحده بودجه قابل توجهی را به مؤسسه اقیانوس شناسی وودز هول برای جمع آوری اطلاعات و انجام تحقیقات در مورد رسوب زیستی دریایی و فناوری های پیشگیری از آن ارائه کرد. این اثر در سال 1952 به صورت کتاب منتشر شد که مطالب آن به صورت جداگانه به صورت آنلاین در دسترس است. بخش سوم و پایانی این کتاب شامل تعدادی فصل است که برای فرمولاسیون رنگ‌های ضد رسوب وارد هنر آن زمان می‌شود. Lunn (1974) تاریخچه بیشتری را ارائه می دهد.

## عملکرد
عوامل رسوب زدایی معمولاً ترکیبات اسیدی مانند اسید کلریدریک هستند که با ترکیبات کربنات کلسیم و کربنات منیزیم موجود در رسوبات واکنش می دهند و گاز دی اکسید کربن و نمک محلول تولید می کنند.
CaCO3 (s) + 2 H + (aq) → Ca2 + (aq) + CO2 (g) + H2O (l)
MgCO3 (s) + 2 H + (aq) → Mg2 + (aq) + CO2 (g) + H2O (l)
مواد رسوب زدا مانند اسید سولفامیک به شدت اسیدی معمولاً باعث آسیب به چشم و پوست می شوند و همچنین می توانند به الیاف لباس را تخریب کنند، بنابراین در عملیات تمیز کردن باید از محافظت مناسب مانند دستکش لاستیکی و پیش بند پلاستیکی استفاده شود.

## اسیدهای مورد استفاده
مواد رسوب زدایی مؤثر شامل اسید استیک، اسید سیتریک، اسید گلیکولیک، اسید فرمیک، اسید لاکتیک، اسید فسفریک، اسید سولفامیک و اسید کلریدریک است. نمک های کلسیم به صورت محلول درآمده و در نتیجه انحلال و یا حلال پوشی پس از شستشو دور ریخته می شوند. سرعت عمل رسوب زدایی به غلظت و اسیدیته یا pH محلول ارائه شده بستگی دارد. اسید هیدروکلریک بسیار قوی تر از اسید استیک است، بنابراین رسوبات را سریعتر از بین می برد. با این وجود اسیدهای ضعیف مانند اسیدهای استیک یا سیتریک ممکن است ترجیح داده شوند، تا آسیب به بدنه فلزی به حداقل برسد.
بسیاری از شرکت ها اسیدهای کنترل شده یا " بافری " ارائه می دهند که اثر خورنده اسیدها را روی مواد مختلف مهار می کنند. به طور معمول حدود 10٪ غلظت اسید کلریدریک با یک بازدارنده خوردگی و برخی از مواد نفوذی و مرطوب کننده اضافه شده. این امر امکان تمیزکاری بهتر ماشین آلات و به ویژه مبدل های حرارتی را فراهم می کند زیرا غالباً مقیاس با سیلیس و سایر آلاینده ها مخلوط می شود. این مواد افزودنی باعث کاهش خوردگی روی فلزات شده و سایر مواد مخلوط شده با ترازو را برای تمیز کردن سریعتر و دقیق از بین می برد.

## دیسکلر
دیسکلر یا محلول رسوب بر (رسوب زدا) با توجه به مشکلات رسوب در صنایع مختلف تولید شده است. با افزودن این محلول به سیستم گردش آب رسوبات بسته شده از بین میرود.
انواع دیسکلر:
دیسکلر معمولی (عمدتا برای فلز های آهن، مس و چدن استفاده میشود.)
دیسکلر بدون بو (برای سیستم های آلومینیومی و استیلی استفاده میشود.)
سوپر دیسکلر (عمدتا برای فلز های آهن، مس و چدن استفاده میشود.)

## رنگ های ضد رسوب مدرن
در دوران مدرن، رنگ‌های ضد رسوب با اکسید مس (یا سایر ترکیبات مس) و/یا سایر بیوسیدها - مواد شیمیایی ویژه‌ای که مانع رشد ماهی‌ها، جلبک‌ها و موجودات دریایی می‌شوند، فرموله می‌شوند. از نظر تاریخی، رنگ‌های مس قرمز بودند، که منجر به رنگ‌آمیزی کف کشتی‌ها هنوز هم امروز می‌شود.
رنگ‌های کف "نرم" یا ساینده به آرامی در آب فرو می‌روند و یک بیوسید مبتنی بر مس یا روی در ستون آب آزاد می‌کنند. حرکت آب سرعت این عمل را افزایش می دهد. رنگ‌های ابلیتیو به طور گسترده در بدنه کشتی‌های تفریحی استفاده می‌شوند و معمولاً هر 1 تا 3 سال یکبار تجدید می‌شوند. رنگ‌های "لیچینگ تماسی" "یک لایه متخلخل روی سطح ایجاد می‌کنند. بیوسیدها در منافذ نگه داشته می‌شوند و به آرامی آزاد می‌شوند. نوع دیگری از رنگ کف سخت شامل پوشش‌های تفلون و سیلیکونی است که برای رشد بسیار لغزنده هستند و نمی‌توانند بچسبند. سیستم‌های SealCoat، که باید به صورت حرفه‌ای اعمال شوند، با الیاف کوچک بیرون زده از سطح پوشش خشک می‌شوند. این الیاف کوچک در آب حرکت می‌کنند و از چسبیدن رشد پایین جلوگیری می‌کنند.